# Italiaanse poelkikker
De Italiaanse poelkikker (Pelophylax bergeri) is een kikker uit de familie echte kikkers (Ranidae).
De soort behoorde lange tijd tot het geslacht Rana. De Italiaanse poelkikker werd voor het eerst wetenschappelijk beschreven door Rainer Günther in 1985. Oorspronkelijk werd de wetenschappelijke naam Rana hispanica gebruikt. Tegenwoordig wordt de soort ook wel beschouwd als een ondersoort van de poelkikker (Pelophylax lessonae).

## Uiterlijke kenmerken
Deze ongeveer 6 tot 7 centimeter lange kikker, mannetjes blijven kleiner, is een middelgrote soort die uiterlijk wat lijkt op de poelkikker (Pelophylax lessonae), sommige biologen zien de soort ook als ondersoort van Rana lessonae. De kleur is groen tot bruin, met op het midden van de rug vaak een lichtere groene streep. De binnenzijde van de dijen hebben felle gele tot oranje vlekken die dienen als schrikkleur bij het wegspringen. De buikzijde is wit tot gelig of grijs, meestal met een marmer- of vlekkentekening. Mannetjes zijn met name in de paartijd van de vrouwtjes te onderscheiden door de grijze paarkussentjes op de voorpoten en de witte kwaakblazen aan weerszijden van de kop.

## Algemeen
De Italiaanse poelkikker komt voor in vrijwel geheel Italië, behalve het uiterste noordelijke deel, en verder op het zuidelijke eiland Sicilië en het Franse eiland Corsica. Over de habitat is nog weinig bekend. De soort komt veel voor samen met de Italiaanse middelste groene kikker (Rana kl hispanica). In het Ambruzzi-gebergte zouden exemplaren van deze soort zijn aangetroffen die een lengte hebben van 10 tot 11 centimeter, maar hierover bestaat nog geen uitsluitsel.